# Système Lahitte

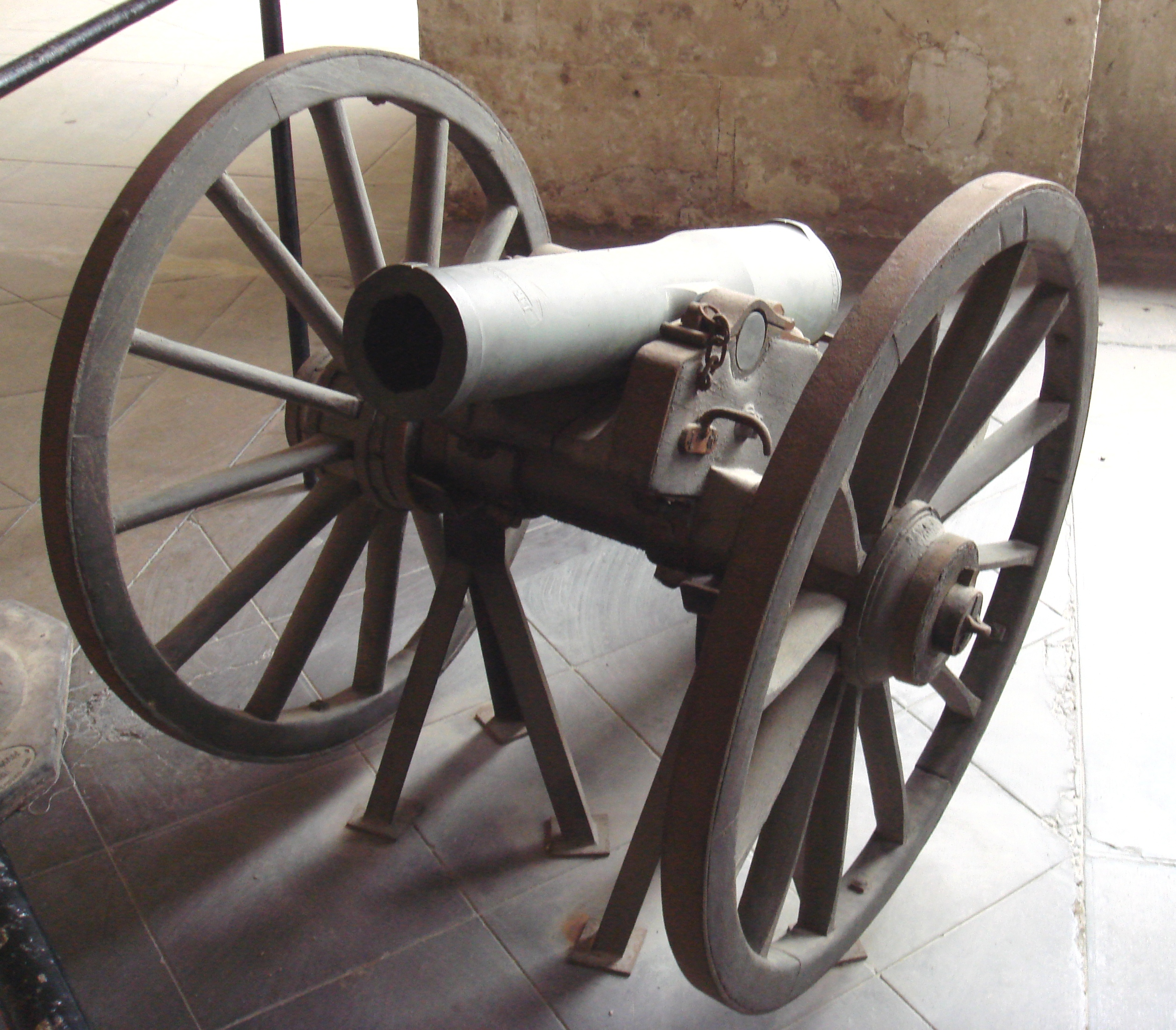
Canon de montagne de 4, modèle 1859 Le Pétulant. Calibre de 86 mm. Longueur 0,82 m. Poids 101 kg (208 kg avec l'affût). Munition: obus de 4 kg.

Le système La Hitte, conçu par le général français Ducos de La Hitte, consistait à équiper l’armée française des premiers canons rayés à chargement par la gueule. Il fut introduit en mars 1858 et entra en service dès la campagne d'Italie (1859).

## Conception

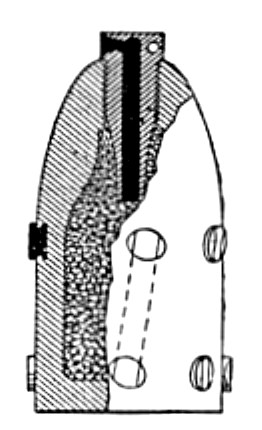
Au cœur du système La Hitte, on trouve un obus portant des petits plots, qui permettent le guidage du projectile par la rayure du canon.

Le système La Hitte résulte d’une collaboration entre le lieutenant-colonel Treuille de Beaulieu, directeur de l’« atelier de précision », inventeur du principe de guidage, et le général de La Hitte, président du Comité de l’Artillerie, qui en assura la promotion auprès de l'État-Major :
« Il serait injuste d'omettre à cette occasion le nom du général de La Hitte, qui a immédiatement pris en charge la promotion des nouveaux principes, et a continué d’assurer leur exécution avec la plus grande compétence. C'est principalement à son adhésion indéfectible à ces principes, et à l'unité complète du système qui en résulte, qu'on doit attribuer le succès de la nouvelle arme. »
— Lieutenant-colonel Treuille de Beaulieu,  Rapport de l’Exposition universelle de 1862

## Spécifications
Les nouveaux canons rayés furent utilisés dès la campagne d'Italie de 1859 qui suivit. Ces canons offraient une amélioration considérable par rapport aux canons traditionnels à âme lisse : ils avaient à présent une portée de 3 000 m, que ce soit pour tirer des obus, des obus à balles ou de la mitraille. Il semble qu'on ait là le premier exemple de canons rayés de l'histoire de l'artillerie de terre (des obusiers rayés de marine de 30 (16 cm), fabriqués en 1855 mais arrivés trop tard pour prendre part à la guerre de Crimée, ont reçu le baptême du feu lors du siège de Canton en décembre 1857).
Le chargement se faisait par la gueule (comme les mortiers modernes), et les obus étaient conçus pour exploser à deux gammes de distance. L'obus lui-même, une invention du capitaine François Tamisier (1847) était de forme ovoïde, avec à sa surface des cupules permettant de guider le projectile le long des rayures de l'âme. Les canons de l'époque, comme l’obusier de 12, furent dotés d'un canon rayé pour intégrer cette innovation. Le système d'armes comportait des canons rayés :
- pour les armes de siège de calibre 12, 16 et 24,
- pour les canons de campagne de 4 et de 12,
- de nouveaux obusiers de 12 et de 24 pour le siège,
- et un « canon de montagne » de calibre 4.

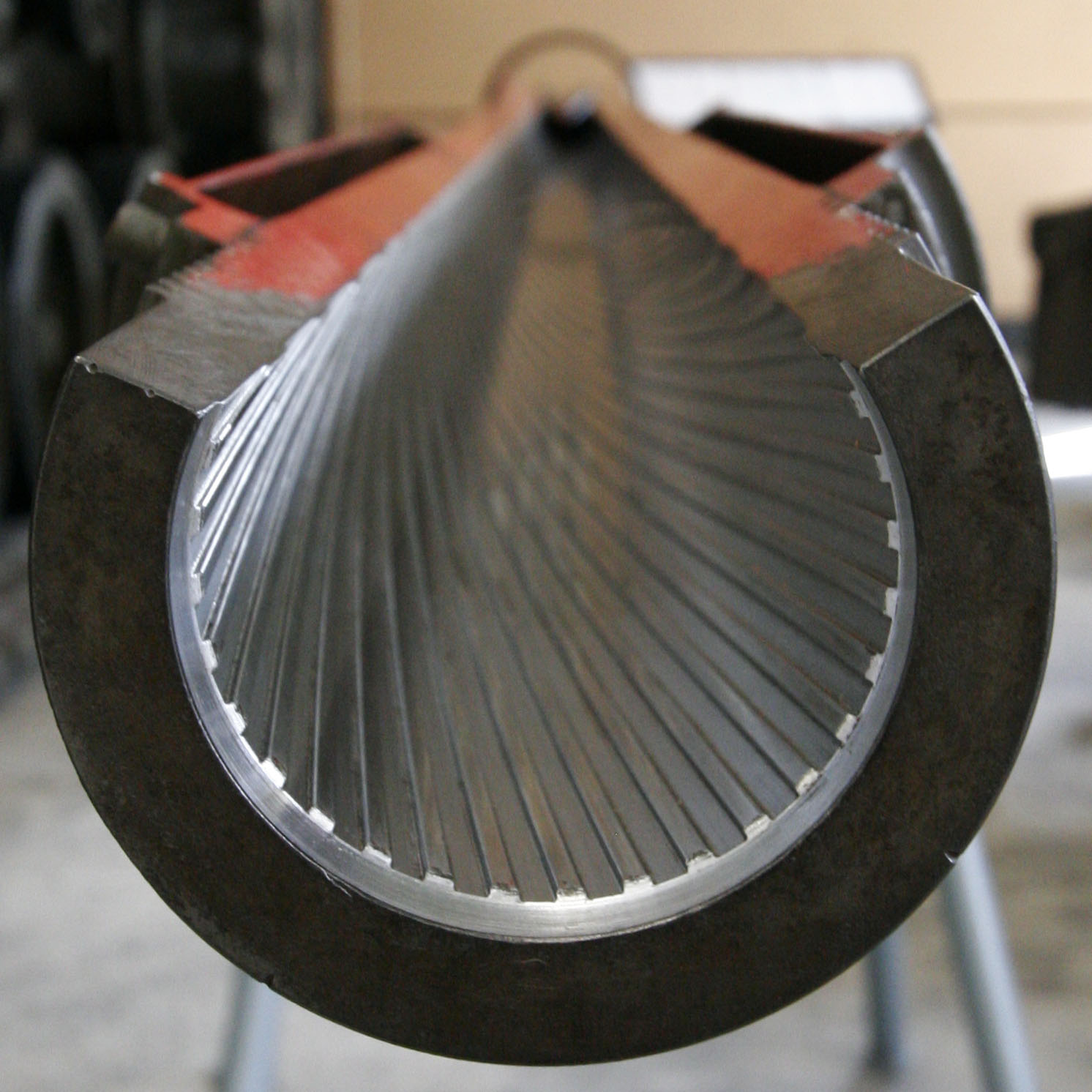
Exemple d’âme rayée (ici celle d’un canon britannique de 105 mm de 1959).

## Évolution de la nomenclature de l'artillerie en France
Avec l’introduction d’obus fuselés guidés par la rayure de l’âme en remplacement des boulets sphériques traditionnels, les canons pouvaient désormais tirer des projectiles d’un poids à peu près double pour un calibre donné. Il fallait à peine plus de poudre pour tirer des obus en fait deux fois plus lourds ; et si les « canons Lahitte » conservaient l’appellation traditionnelle d’obusier de 4, le chiffre indiquait désormais le poids en kg (plutôt qu'en livres) du projectile. Ainsi le canon de campagne de 4 La Hitte tirait des obus d’à–peu–près 4 kg. De même, le canon de 12 La Hitte, au départ un canon napoléonien de calibre 12 cm, tirait à présent un obus de 11,5 kg, à comparer avec le boulet napoléonien de 4,1 kg.

## Désuétude
Le système La Hitte tomba en désuétude dès 1870 avec les travaux de Jean-Baptiste Verchère de Reffye et le développement du chargement des canons par la culasse.

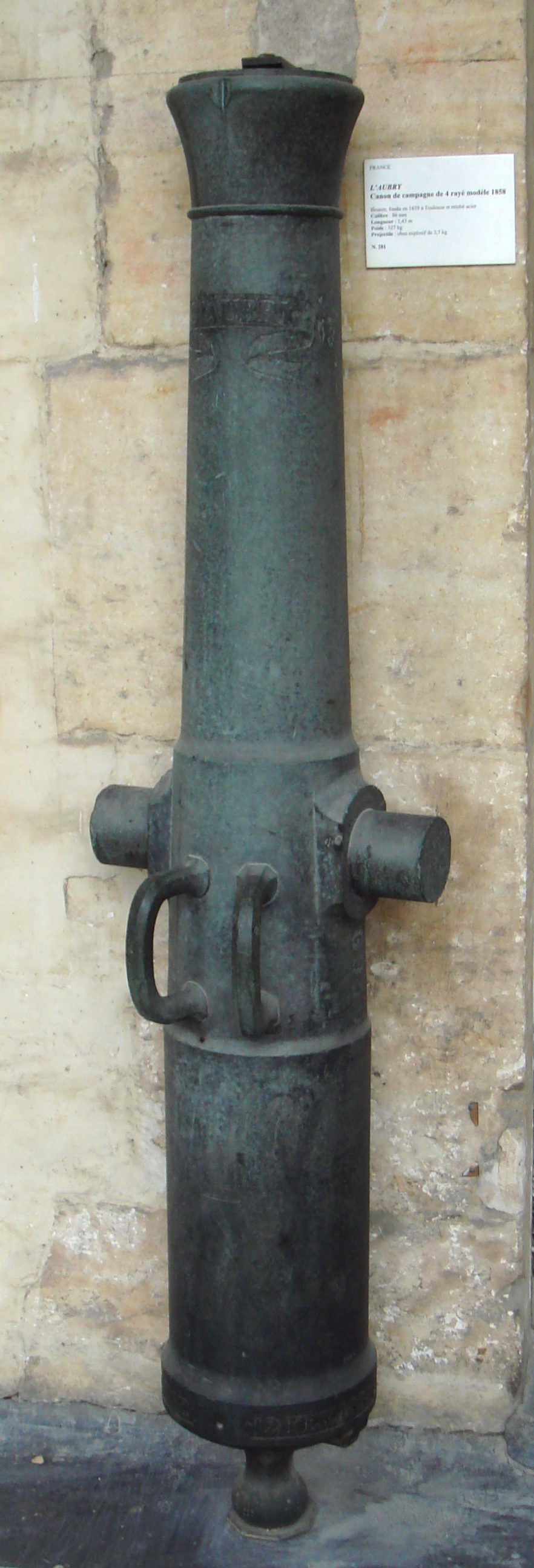
Canon de campagne de 4 à âme rayée, modèle 1858, à chargement par la gueule. Ce canon L' Aubry a été coulé en bronze à Toulouse en 1859, avec un chemisage intérieur en acier. Calibre de 86 mm, longueur de 1,43 m, poids de 327 kg. Munition: obus de 3,7 kg.
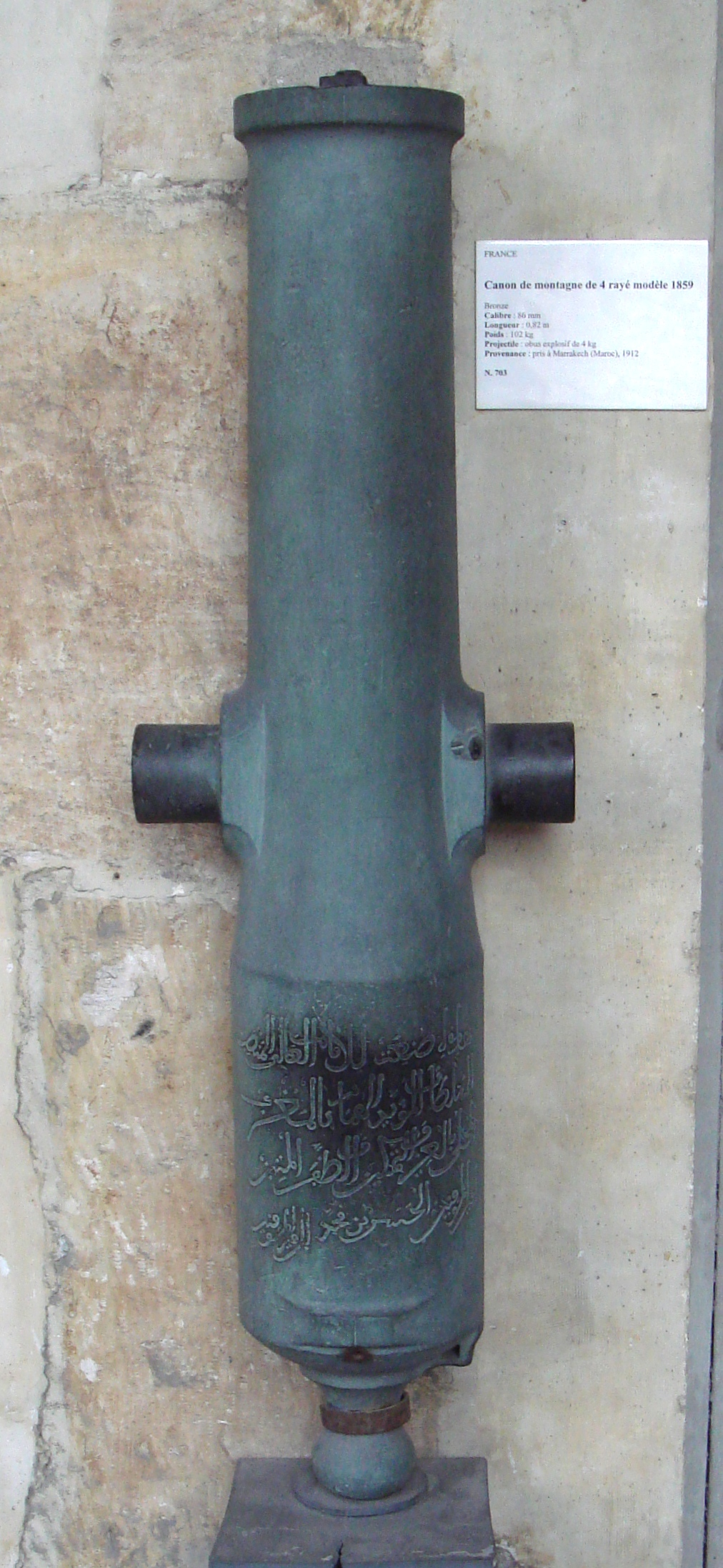
Canon de montagne de 4 à âme rayée modèle 1859. Calibre de 86 mm, longueur de 0,82 m, poids de 102 kg. Munition: 4 kg shell. Pris à Marrakech (Maroc) en 1912.
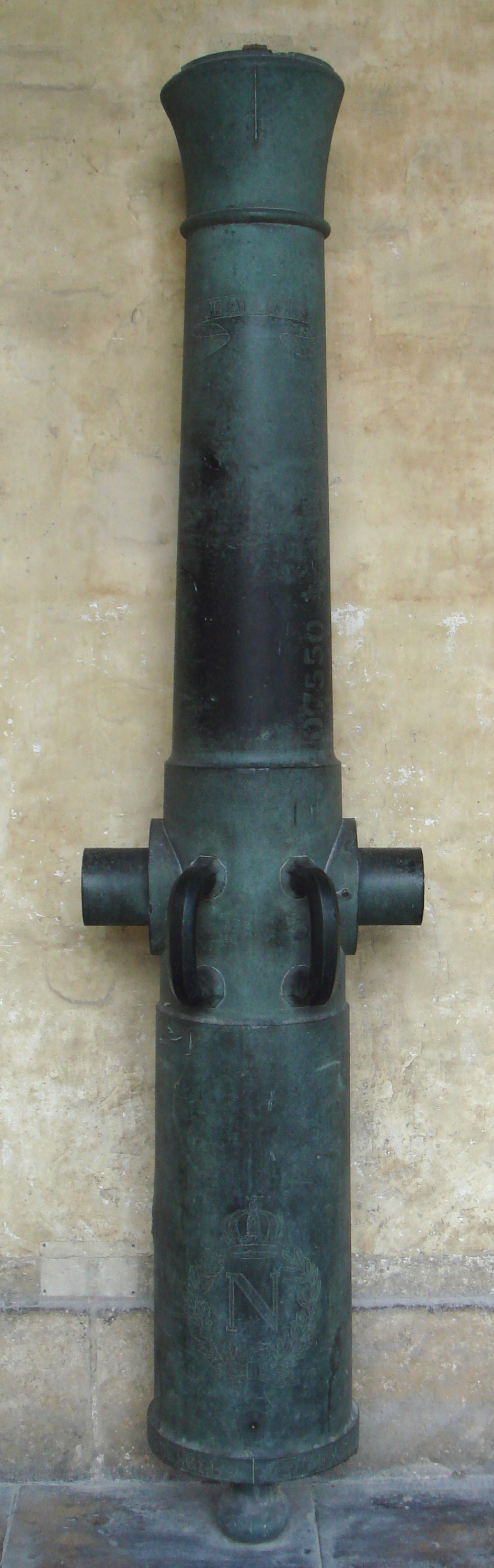
Canon de 12 La Hitte, modèle 1859, coulé en bronze en 1869 à Bourges,. Calibre de 121 mm, âme rayée, longueur de 229 cm, poids de 878 kg. Munition: obus.
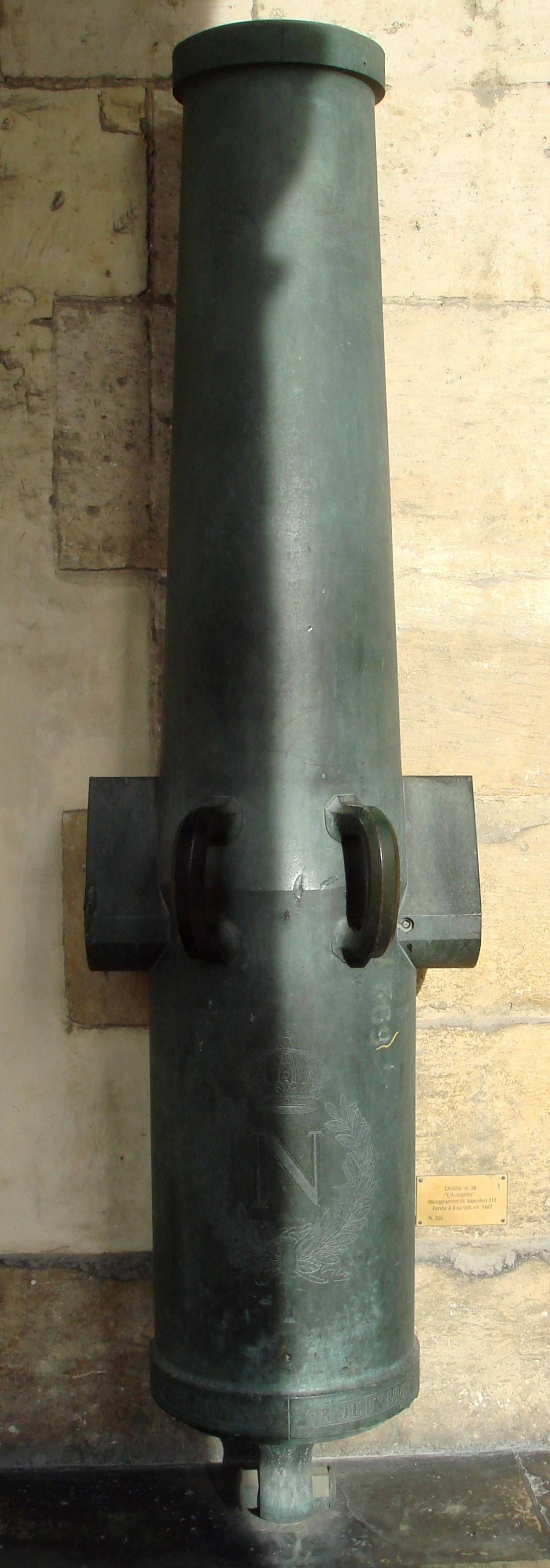
Canon de 24 L'Aubépine, 1867, Bourges.